# Plymouth, Pennsylvania
Plymouth är en kommun (borough) i Luzerne County i den amerikanska delstaten Pennsylvania. Orten har fått sitt namn efter Plymouth i Massachusetts.

## Kända personer från Plymouth
- Arthur James, politiker